# JPEG 2000
JPEG 2000 (ook JPEG2K of JP2) is een standaard voor compressie van digitale beelden, meer specifiek continue-tint-grijswaarden/kleurenbeelden en binaire beelden. JPEG is het acroniem voor joint photographic experts group.
Deze standaard is het resultaat van een gezamenlijke inspanning van de Internationale Standaardisatie Organisatie (ISO), de Internationale Elektrotechnische Commissie (IEC) en de Internationale Telecommunicatie Unie (ITU-T). Het kerncodeersysteem van de JPEG 2000-standaard is officieel geregistreerd als ISO/IEC 15444-1/ITU-T Rec. T.800. Deze standaard levert voor continuetintbeelden excellente compressieprestaties in termen van bitdebiet/distorsie gedrag en overtreft in het bijzonder bij lagere bitdebieten de prestaties van zijn voorganger JPEG. De focus bij JPEG 2000 ligt op kwaliteit en functionaliteit en hiervoor benut men nieuwe technologieën. 
De discrete cosinustransformatie (DCT) is bij JPEG 2000 ingeruild voor de Daubechieswavelet-transformatie wat eigenlijk een overgang inhoudt van een lokale, blokgebaseerde transformatie naar een globale beeldtransformatie. Hierdoor worden de storende blokartefacten bij lage bitdebieten vermeden ten koste van meer uitgesmeerde beelden. De Daubechieswavelettransformatie leent zich bovendien erg goed tot schaalbare of ingebedde codering, waarbij de prestaties geleverd door de hiërarchische en progressieve DCT-mode van de oude JPEG-standaard overschaduwd worden. 
Samengevat ondersteunt of levert JPEG 2000 superieure codeerprestaties bij lage bitdebieten, de compressie van continuetint- en binaire beelden, een grote dynamische range van de pixels, grote beelden en een groot aantal beeldcomponenten, verliesloze en verlieshebbende compressie, bitdebietoptimalisatie, progressieve transmissie in termen van kwaliteit en resolutie, interesseregiocodering, willekeurige toegang en bewerkingen in het gecomprimeerde domein, objectgebaseerde functionaliteit, robuustheid tegen bitfouten (foutresistentie), mogelijkheid tot sequentiële codering, een bestansformaat (JPX) en de mogelijkheid tot beeldbeveiliging.

## Delen
De JPEG 2000-standaard omvat meerdere delen:
- Part 1 - Core Coding System - ISO/IEC 15444-1/ITU-T Rec. T.800: definieert de basisfunctionaliteit en de codestroomsyntax van JPEG2000.
- Part 2 - Extensions - ISO/IEC 15444-2/ITU-T Rec. T.801: introduceert additionele functionaliteit zoals willekeurige decompositiestijlen, willekeurige waveletfilters, multicomponenttransformaties (lineair en niet-lineair), shift-gebaseerde interesseregiocodering, een nieuw bestandsformaat (JPX). Codecs die Part 2 ondersteunen hoeven niet noodzakelijk het volledige boeket aan aangereikte functionaliteit te ondersteunen.
- Part 3 - Motion JPEG2000 - ISO/IEC 15444-3/ITU-T Rec. T.802: in tegenstelling tot JPEG is voor JPEG2000 wel een bestandsformaat (MJ2) gedefinieerd dat toelaat bewegende beelden te coderen op beeld-per-beeld-basis. Naast de additionele functionaliteit ondersteund in dit deel, is het eigenlijke bestandsformaat gedefinieerd in Part 12.
- Part 4 - Conformance Testing - ISO/IEC 15444-4/ITU-T Rec. T.803: specificeert de testprocedures voor conformiteit van de codering en decodering met Part 1 van JPEG2000.
- Part 5 - Reference Software - ISO/IEC 15444-5/ITU-T Rec. T.804: Voor het testen en valideren van JPEG2000-codeersystemen worden twee software pakketten aangeboden (in de programmeertalen Java en C).
- Part 6 - Compound Image File Format - ISO/IEC 15444-6/ITU-T Rec. T.805: legt een alternatief bestandsformaat vast ter ondersteuning van de opslag van samengestelde beelden (meerdere beelden, tekst, overlays etc.). Het ITU-T T.44|ISO 16485 multilayer Mixed Raster Content (MRC)-model wordt gebruikt om samengestelde beelden voor te stellen in deel 6 van JPEG2000.
- Part 7 - Reference Hardware: werd geannuleerd wegens gebrek aan bijdragen.
- Part 8 - Secure JPEG2000 (JPSEC) - ISO/IEC 15444-8/ITU-T Rec. T.807: dit onderdeel levert ondersteuning voor beveiliging in JPEG2000.
- Part 9 - Interactivity Tools, APIs and Protocols (JPIP) - ISO/IEC 15444-9/ITU-T Rec. T.808: specificeert een interactiviteitsprotocol en tools voor de efficiënte uitwisseling van JPEG2000-beelden en de gerelateerde metadata.
- Part 10 - Extensions for Volumetric Data Sets - ISO/IEC 15444-10: dit onderdeel breidt deel 1 en 2 uit, zodanig dat codering van volumetrische datasets ondersteund kan worden (beelden van medische scanners enz.).
- Part 11 - Wireless (JPWL) - ISO/IEC 15444-11/ITU-T Rec. T.810: draadloze multimediatoepassingen ondervinden significante hinder van transmissiefouten. JPWL voegt faciliteiten toe voor foutbescherming, foutdetectie en foutcorrectie tijdens foutgevoelige draadloze communicatie.
- Part 12 - ISO Base Media File Format - ISO/IEC 15444-12|ISO/IEC 14496-12: dit is een alternatief bestandsformaat dat ontwikkeld werd in samenspraak met het MPEG-comité (Motion Pictures Experts Group) en dat zowel bruikbaar is voor de Motion JPEG2000-standaard als voor MPEG-standaarden. Dit formaat is gebaseerd op het QuickTime-bestandsformaat.

De marktpenetratie van JPEG 2000 is kleiner dan zijn voorganger JPEG. Dit is enerzijds te wijten aan licentieclaims met betrekking tot de oorspronkelijke JPEG-standaard, wat heel wat onzekerheid op de markt genereerde en anderzijds aan de hogere complexiteit. Deze problemen zijn intussen van de baan waardoor JPEG 2000 nu in zowel low-end- als high-end-devices wordt aangetroffen. JPEG2000 is voornamelijk doorgebroken op high-end-markten zoals videobewaking en medische beeldvorming waar zowel kwaliteit als schaalbaarheid van belang zijn. Ook voor digitale cinema werd JPEG 2000 als codeerstandaard geselecteerd.